# The World and the Woman
The World and the Woman is een Amerikaanse dramafilm uit 1916 onder regie van Frank Lloyd en Eugene Moore.

## Verhaal
Mary wordt een meisje van de straat, nadat ze door haar man is bedrogen. Als ze op een avond door het venster van een woning naar binnen gluurt, ziet ze dat er een diner aan de gang is. De heer des huizes noodt Mary binnen en neemt haar in dienst als keukenmeid op zijn buiten. Op het platteland sluit ze vriendschap met een klein meisje en haar ouders. Als het meisje gewond raakt bij een val, verklaart de arts dat ze nooit meer beter zal worden. Mary slaagt erin om haar louter door gebed te genezen. Ze wil gebedsgenezer worden, maar haar verleden blijft haar achtervolgen.

## Rolverdeling
| Acteur            | Personage            |
| ----------------- | -------------------- |
| Jeanne Eagels     | Meisje van de straat |
| Boyd Marshall     | Man                  |
| Thomas A. Curran  | James Palmer         |
| Grace DeCarlton   | Mevrouw Rollins      |
| Wayne Arey        | Jim Rollins          |
| Carey L. Hastings | Anna Graham          |
| Ethelmary Oakland | Sunny                |